# Rove (Vojnik)
Rove is een plaats in Slovenië en maakt deel uit van de gemeente Vojnik in de NUTS-3-regio Savinjska. De plaats telde 123 inwoners op 1 januari 2020.